# Liste der Brücken über die Mentue
Die Liste der Brücken über die Mentue nennt die Mentue querende Brücken von der Quelle im Jorat-Gebiet bis zur Mündung bei Yvonand in den Neuenburgersee. 

## Brückenliste
35 Übergänge überspannen den Fluss: 20 Strassenbrücken, 7 Feldwegbrücken, 7 Fussgänger- und Velobrücken und eine Eisenbahnbrücke.
| Bild | Name                                                         | Ort                                    | Lage | Funktion                                                                                           | Konstruktion     | Material   | Länge in m | Höhe m ü. M. | Bemerkungen |
| ---- | ------------------------------------------------------------ | -------------------------------------- | ---- | -------------------------------------------------------------------------------------------------- | ---------------- | ---------- | ---------- | ------------ | --- |
|      | Unbenannte Brücke (Quellfluss La Corbassière)                | Corcelles-le-Jorat                     |      | Feldwegbrücke                                                                                      | Bachdurchlass    | Beton      | 4          | 885          | Wanderweg |
|      | Chemin du Chalet d'Orsoud-Brücke (Quellfluss La Corbassière) | Villars-Tiercelin – Corcelles-le-Jorat |      | Strassenbrücke (zweispurig)                                                                        | Bachdurchlass    | Beton      | 4          | 862          | Fahrverbot für Motorwagen, Motorräder und Motorfahrräder: Forst- und Landwirtschaft gestattet |
|      | Route des Paysans-Brücke (Quellfluss La Corbassière)         | Villars-Tiercelin                      |      | Strassenbrücke (zweispurig) 542                                                                    | Bachdurchlass    | Beton      | 4          | 844          | PostAuto-Buslinie 435 (Thierrens–Epalinges) |
|      | Unbenannter Steg (Quellfluss La Corbassière)                 | Villars-Tiercelin                      |      | Fussgängerbrücke                                                                                   | Balkenbrücke     | Stahl Holz | 12         | 806          | Übergang ist nicht behindertengerecht (Stufe). |
|      | Route de Villars-Tiercelin-Brücke                            | Poliez-Pittet – Villars-Tiercelin      |      | Strassenbrücke (zweispurig) 546                                                                    | Bachdurchlass    | Beton      | 4          | 782          | |
|      | Unbenannter Steg                                             | Poliez-Pittet – Villars-Tiercelin      |      | Fussgängerbrücke                                                                                   | Balkenbrücke     | Stahl Holz | 10         | 754          | |
|      | Route d'Oron-Brücke                                          | Poliez-Pittet – Villars-Tiercelin      |      | Strassenbrücke (zweispurig) 548                                                                    | Bachdurchlass    | Beton      | 4          | 743          | PostAuto-Buslinien 434 (Echallens–Poliez-Pittet) und 440 (Echallens–Moudon) |
|      | Chemin de la Scie-Brücke                                     | Montilliez – Montaubion-Chardonney     |      | Strassenbrücke (einspurig)                                                                         | Bogenbrücke      | Stein      | 12         | 695          | Wanderweg |
|      | Scie-Brücke (Route de la Menthue)                            | Montilliez – Montaubion-Chardonney     |      | Strassenbrücke (zweispurig) 545                                                                    | Bogenbrücke      | Stahl      | 42         | 690          | Die von Gustave Eiffel entworfene Brücke wurde 1887 gebaut. Verbot für Tiere (Pferd) Höchstgewicht 18 t PostAuto-Buslinie 434 (Echallens–Poliez-Pittet) |
|      | Unbenannter Steg                                             | Montilliez – Montanaire                |      | Fussgängerbrücke                                                                                   | Balkenbrücke     | Stahl      | 12         | 659          | Wanderweg |
|      | Route de Lausanne-Brücke                                     | Naz – Montanaire                       |      | Strassenbrücke (zweispurig) mit abgetrenntem Trottoir und Rohrleitungen an der Brückenwand 150 501 | Balkenbrücke     | Beton      | 42         | 645          | Höchstgeschwindigkeit 80 km/h PostAuto-Buslinie 428 (Echallens–Thierrens) Wanderweg |
|      | Hauptstrasse-Brücke                                          | Fey – Montanaire                       |      | Strassenbrücke (zweispurig) 436                                                                    | Balkenbrücke     | Beton      | 12         | 621          | Höchstgeschwindigkeit 80 km/h Wanderweg |
|      | Unbenannter Steg                                             | Bercher – Boulens                      |      | Fussgängerbrücke                                                                                   | Balkenbrücke     | Stahl Holz | 20         | 583          | Gebaut 2002 Übergang ist nicht behindertengerecht (Stufe). |
|      | Chemin de la Condenserie-Brücke                              | Bercher – Boulens                      |      | Strassenbrücke (einspurig)                                                                         | Balkenbrücke     | Beton      | 17         | 575          | Höchstgeschwindigkeit 30 km/h Veloland-Route 63 Gros de Vaud–La Côte (Etappe 1 Payerne–Echallens (Goumoens)) Während des Zweiten Weltkriegs wurde an der Brücke von der Schweizer Armee ein Sprengobjekt angebracht. |
|      | Clos Lilas-Brücke (Chemin de Boulens)                        | Bercher – Boulens                      |      | Strassenbrücke (einspurig)                                                                         | Balkenbrücke     | Beton      | 20         | 569          | Allgemeines Fahrverbot: Landwirtschaft und öffentliche Dienste gestattet Höchstgewicht 3,5 t Wanderweg |
|      | Chemin de Saint-Cierges-Brücke                               | Bercher – Montanaire                   |      | Feldwegbrücke                                                                                      | Balkenbrücke     | Beton      | 10         | 565          | |
|      | Route de Bercher-Brücke                                      | Bercher – Ogens                        |      | Strassenbrücke (zweispurig) mit Rohrleitung an der Brückenwand 414                                 | Bogenbrücke      | Beton      | 10         | 558          | PostAuto-Buslinien 430 (Thierrens–Bercher–Bioley-Magnoux–Donneloye) und 662 (Bercher–Cronay Moulin du Pont) Während des Zweiten Weltkriegs wurde an der Brücke von der Schweizer Armee ein Sprengobjekt angebracht. |
|      | Unbenannte Brücke                                            | Bercher – Ogens                        |      | Feldwegbrücke                                                                                      | Balkenbrücke     | Beton      | 10         | 534          | Fahrverbot für Motorwagen, Motorräder und Motorfahrräder: Forstwirtschaft gestattet Wanderweg |
|      | Unbenannte Brücke                                            | Oppens – Ogens                         |      | Feldwegbrücke                                                                                      | Balkenbrücke     | Beton      | 16         | 532          | Gebaut 1978 Fahrverbot für Motorwagen, Motorräder und Motorfahrräder: Forstwirtschaft gestattet Wanderweg |
|      | Unbenannte Brücke                                            | Oppens – Bioley-Magnoux                |      | Feldwegbrücke                                                                                      | Balkenbrücke     | Beton      | 16         | 521          | Gebaut 1977 Fahrverbot für Motorwagen, Motorräder und Motorfahrräder: Forstwirtschaft gestattet Wanderweg |
|      | Unbenannte Brücke                                            | Bioley-Magnoux                         |      | Feldwegbrücke                                                                                      | Balkenbrücke     | Beton      | 16         | 519          | Fahrverbot für Motorwagen, Motorräder und Motorfahrräder: Forstwirtschaft gestattet |
|      | Route d'Oppens-Brücke                                        | Bioley-Magnoux                         |      | Strassenbrücke (zweispurig) 429                                                                    | Bachdurchlass    | Beton      | 4          | 518          | PostAuto-Buslinien 430 (Thierrens–Bercher–Bioley-Magnoux–Donneloye) und 662 (Bercher–Cronay Moulin du Pont) Wanderweg |
|      | Unbenannte Brücke                                            | Bioley-Magnoux                         |      | Feldwegbrücke                                                                                      | Balkenbrücke     | Beton      | 10         | 506          | Höchstgewicht 10 t Wanderweg |
|      | Route du Stand-Brücke                                        | Bioley-Magnoux                         |      | Strassenbrücke (einspurig)                                                                         | Balkenbrücke     | Beton      | 12         | 496          | Höchstgewicht 10 t Hinweistafel «Fischen stromaufwärts verboten» Während des Zweiten Weltkriegs wurde an der Brücke von der Schweizer Armee ein Sprengobjekt angebracht. |
|      | Mentuebrücke (Route de la Croix Blanche)                     | Cronay – Donneloye                     |      | Strassenbrücke (zweispurig) 151 422                                                                | Bogenbrücke      | Stein      | 35         | 487          | Gebaut 1754, erweitert 1892 PostAuto-Buslinien 660 (Yverdon-les-Bains–Thierrens–Moudon) und 661 (Yverdon-les-Bains–Donneloye–Démoret–Thierrens) Während des Zweiten Weltkriegs wurde an der Brücke von der Schweizer Armee ein Sprengobjekt angebracht. |
|      | Unbenannte Brücke                                            | Cronay – Donneloye                     |      | Strassenbrücke (einspurig)                                                                         | Balkenbrücke     | Stahl      | 25         | 472          | Wanderweg |
|      | Mentuebrücke (Ponts sur la Mentue)                           | Yvonand                                |      | Autobahnbrücke (vierspurig) mit zwei Standspuren                                                   | Hohlkastenbrücke | Beton      | 565 571    | 450          | Gebaut 1996–1999 Höchstgeschwindigkeit 120 km/h |
|      | Messstation-Steg                                             | Yvonand                                |      | Fussgängerbrücke                                                                                   | Balkenbrücke     | Stahl      | 12         | 449          | Übergang ist nicht behindertengerecht (Stufen). Die hydrometrische Messstation Mentue - Yvonand, La Mauguettaz (2369) vom Bundesamt für Umwelt (BAFU) befindet sich bei der Brücke. |
|      | Rue du Casino-Brücke                                         | Yvonand                                |      | Strassenbrücke (zweispurig)                                                                        | Balkenbrücke     | Beton      | 25         | 448          | |
|      | Chemin du Giron-Brücke                                       | Yvonand                                |      | Strassenbrücke (zweispurig)                                                                        | Balkenbrücke     | Beton      | 32         | 447          | Auf der linken Flussseite befindet sich das national geschützte Amphibienlaichgebiet Le Vursis. |
|      | Route des Vursys-Brücke                                      | Yvonand                                |      | Strassenbrücke (zweispurig) mit Trottoir und Rohrleitung an der Brückenwand 407                    | Balkenbrücke     | Beton      | 40         | 438          | Höchstgeschwindigkeit 80 km/h PostAuto-Buslinie 650 (Yverdon-les-Bains–Yvonand–Démoret–Granges-près-Marnand) Wanderweg Während des Zweiten Weltkriegs wurde an der Brücke von der Schweizer Armee ein Sprengobjekt angebracht. Flussaufwärts befindet sich das national geschützte Amphibienlaichgebiet Le Moulin.                                                                                              |
|      | Unbenannter Steg                                             | Yvonand                                |      | Fussgängerbrücke mit Rohrleitung unterhalb der Fahrbahn                                            | Balkenbrücke     | Stahl      | 32         | 436          | Metallschranken dienen als Durchfahrtssperre. |
|      | Grand'Rue-Brücke                                             | Yvonand                                |      | Strassenbrücke (zweispurig) mit Trottoirs und Fussgängerstreifen 152 402                           | Balkenbrücke     | Beton      | 20         | 436          | |
|      | SBB-Brücke                                                   | Yvonand                                |      | Eisenbahnbrücke (eingleisig)                                                                       | Balkenbrücke     | Stahl      | 25         | 435          | Höchstgeschwindigkeit 100 km/h Bahnstrecke Yverdon-les-Bains–Payerne–Fribourg |
|      | Rue de la Passerelle-Steg                                    | Yvonand                                |      | Fussgänger- und Velobrücke mit Rohrleitung an der Brückenwand                                      | Balkenbrücke     | Stahl      | 25         | 433          | Verbot für Motorräder Verbot für Tiere (Pferd) Veloland-Route 5 Mittelland-Route (Etappe 6 Ins–Yverdon) Wanderland-Route 71 Chemin des Trois-Lacs (Etappe 1 Yverdon-les-Bains–Estavayer-le-Lac) An der Flussmündung beim Neuenburgersee befindet sich das national geschützte Amphibienlaichgebiet Les Grèves (Yvonand). Auf der östlichen Seite befindet sich das Smaragd-Gebiet Rive Sud du Lac de Neuchâtel. |